# Tindeklypa
Die Tindeklypa (norwegisch für Gipfelkerbe) ist ein Berg mit Doppelgipfel im ostantarktischen Königin-Maud-Land. Auf der Ostseite des Ahlmannryggen ragt er 1,5 km nördlich des Istind auf.
Erste Luftaufnahmen entstanden bei der Deutschen Antarktischen Expedition 1938/39 unter der Leitung von Alfred Ritscher. Norwegische Kartografen, die ihn auch benannten, kartierten den Berg anhand von Vermessungen und Luftaufnahmen der Norwegisch-Britisch-Schwedischen Antarktisexpedition (1949–1952) und zwischen 1958 und 1959 erstellten Luftaufnahmen der Dritten Norwegischen Antarktisexpedition (1956–1960).